# Jaskinia Niedźwiedzia Średnia
Jaskinia Niedźwiedzia Średnia (Niedźwiedzia, Niedźwiedzia Górna, Niedźwiedzia Wyżnia) – jaskinia w Dolinie Miętusiej w Tatrach Zachodnich. Wejście do niej znajduje się w zachodnim zboczu doliny, po zachodniej stronie żlebu opadającego z kotła Małej Świstówki, powyżej Jaskini Niedźwiedzia Niżniej, na wysokości 1365 m n.p.m. Długość jaskini wynosi 18 metrów, a jej deniwelacja 7,50 metrów.

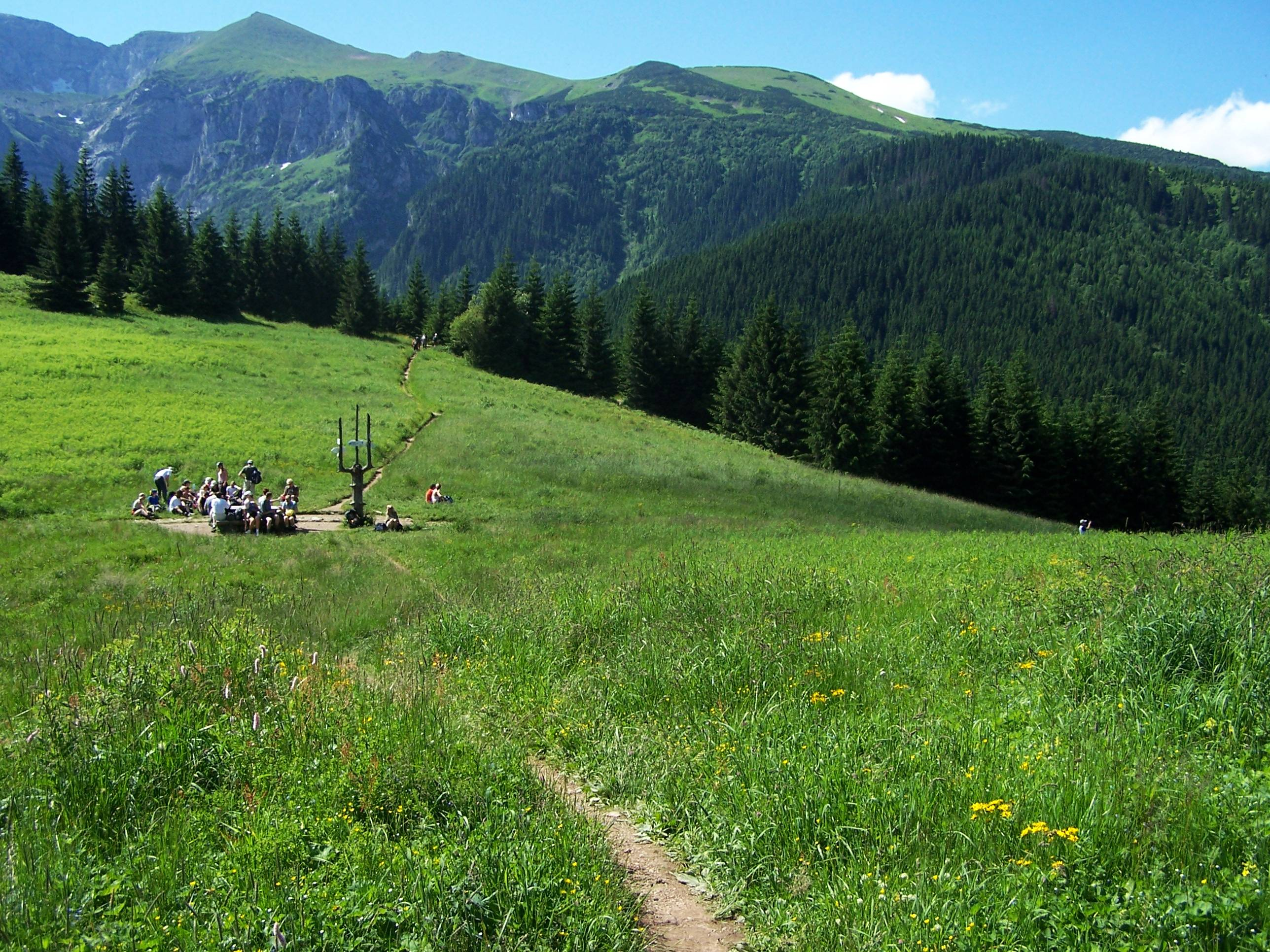
Widok z Przysłopu Miętusiego na zachodnie zbocza Doliny Miętusiej

## Opis jaskini
Jaskinię stanowi sala (4 × 2 × 3 metrów) do której prowadzi z otworu wejściowego 5-metrowy, poziomy korytarz kończący się przed nią 4-metrowym progiem. Nad progiem, przed salą, odchodzi w bok krótka szczelina oraz pochyły kominek kończący się ślepo.

## Przyroda
W jaskini można spotkać małe nacieki grzybkowe. Ściany są mokre.
W 1956 roku Z. Wójcik zabrał z niej kości kozicy oraz niedźwiedzia brunatnego i przekazał Muzeum Ziemi PAN w Warszawie.
W korytarzu rosną mchy, glony i porosty.

## Historia odkryć
Jaskinię odkrył 4 sierpnia 1936 roku W. Gorycki pracujący u Stefana i Tadeusza Zwolińskich. Później razem ze Stefanem Zwolińskim przekopali jaskinię i znaleźli w niej kości niedźwiedzi brunatnych. Nazywali jaskinię Niedźwiedzią lub Niedźwiedzią Górną.
Pierwszy plan i opis jaskini sporządził Kazimierz Kowalski w 1953 roku, używając nazwy Jaskinia Niedźwiedzia Średnia.